# Qum (Tibet)
Qum (kinesiska: Qiumu, 秋木, Baiduo, 白多, 秋木乡) är en sockenhuvudort i Kina. Den ligger i den autonoma regionen Tibet, i den sydvästra delen av landet, omkring 200 kilometer väster om regionhuvudstaden Lhasa. Antalet invånare är 2 302. Befolkningen består av 1 115 kvinnor och 1 187 män. Barn under 15 år utgör 26,0 %, vuxna 15-64 år 68 %, och äldre över 65 år 4,0 %.
Runt Qum är det glesbefolkat, med 12 invånare per kvadratkilometer. Närmaste större samhälle är Renwu, 3,5 km söder om Qum. Trakten runt Qum består i huvudsak av gräsmarker.
Genomsnittlig årsnederbörd är 686 millimeter. Den regnigaste månaden är juli, med i genomsnitt 216 mm nederbörd, och den torraste är november, med 1 mm nederbörd.